# Ralf Ollert
Ralf Günther Josef Ollert (* 1960 in Nürnberg) aus dem Nürnberger Stadtteil Eibach ist ein deutscher Politiker der rechtsextremen NPD und „geschäftsführender Sprecher“ der Bürgerinitiative Ausländerstopp (BIA), für die er zwischen 2002 und 2020 auch im Nürnberger Stadtrat saß.

## NPD/JN-Funktionär
Der gelernte Außen- und Großhandelskaufmann Ralf Ollert ist seit 1976 Funktionär der Jungen Nationaldemokraten (JN) und NPD in Bayern. 1982 übernahm er den Vorsitz der bayerischen JN und trat bei den Nürnberger Stadtratswahlen 1984 und 1990 als Spitzenkandidat der NPD-Liste an. Auch bei den Landtagswahlen 1998, zur Europawahl 2004 (Platz 8) und zur Bundestagswahl 2005 (Platz 1 der bayerischen Landesliste) kandidierte er für die NPD. Weiterhin unterstützte er Anfang der 1990er Jahre den sächsischen NPD-Landesverband beim Aufbau und der Etablierung der dortigen Parteistrukturen.
Innerhalb der NPD wird der langjährige Anhänger von Günter Deckert zur parteiinternen Opposition gerechnet. Auf dem NPD-Bundesparteitag 2000 trat der damals stellvertretende bayerische NPD-Landesvorsitzende Ollert gegen Udo Voigt als Kandidat für den Bundesvorsitz an, erhielt aber nur 26 von 231 Stimmen. Zusammen mit Deckert, Hans Günter Eisenecker und Steffen Hupka wurde er in einem Rundbrief oppositioneller NPD-Kräfte 2002 für einen „neuen revolutionären Parteivorstand“ vorgeschlagen, doch konnten sie sich auf dem NPD-Parteitag im März 2002 nicht durchsetzen. Bis 2012 fungierte er als bayerischer Landesvorsitzender der NPD (seit 2001) und Vorsitzender des Bezirksverbandes Mittelfranken. Er ist darüber hinaus Redakteur der Partei-Zeitung „Bayern Stimme“.

## „Bürgerinitiative Ausländerstopp“ (BIA)
Ollert ist „geschäftsführender Sprecher“ der Wählergruppe „Bürgerinitiative Ausländerstopp“ (BIA). Ähnlich anderen NPD-nahe Listenvereinigungen, die sich als angeblich überparteiliche Initiativen zum „Schutz der Deutschen vor Überfremdung“ gegen die „herrschende Integrations- und Einwanderungspolitik“ ausgeben, wurde sie im Juli 2001 mit personeller und materieller Unterstützung der NPD gegründet. Ihr Ziel war es, zur Nürnberger „Stadtratswahl anzutreten und mit einer möglichst starken Fraktion ins Nürnberger Rathaus einzuziehen“.
Als Spitzenkandidat war zunächst Günter Deckert vorgesehen, der jedoch wegen seiner Entlassung aus dem Staatsdienst 1988 nach dem bayerischen Kommunalwahlrecht nicht mehr die Voraussetzungen für die Zulassung zu einer solchen Kandidatur erfüllte und es darüber hinaus versäumt hatte, eine eigene Unterschriftenliste auszulegen. Seine Position übernahm Ollert und zog bei den Kommunalwahlen am 3. März 2002 mit 2,3 Prozent der Stimmen in den Nürnberger Stadtrat ein. Auch weitere Plätze der Liste wurden mit Mitgliedern und Funktionären der NPD besetzt, so trat z. B. die langjährige NPD-Kreisvorsitzende Gudrun Dörfel auf Platz 24 an. Die Pressearbeit übernahm bis zu seiner Flucht und Verhaftung der Neonazi Gerd Ittner.
Ollert wurde auch im Jahr 2014 erneut in den Nürnberger Stadtrat gewählt.
Entsprechend der Programmatik und der Wahlversprechen fällt Ollert insbesondere durch rassistische und nationalistische Forderungen auf, so z. B. die, den Verkauf von Wohnungen an „Ausländer“ zu verhindern und „Kindergartenplätze vorrangig an deutsche Kinder“ zu vergeben.

## Juristische Verfahren mit politischem Hintergrund
Aufgrund von rassistischen und antisemitischen Artikeln auf der Website der „Bürgerinitiative Ausländerstopp“, in denen die Rede von „Multikulti-Terror“, „Masseneinschleußen von z. B. Türken und Negern“, von „Auswüchsen gegen den Willen des Volkes durchgepeitschten 'multikulturellen' Überfremdungs- und Durchrassungspolitik“ und von „vor Deutschenhaß und Überfremdungsgier geifernden Lizenzjournaille“ ist, und von Anträgen im Stadtrat wurde im Juli 2002 von der Staatsanwaltschaft Nürnberg-Fürth gegen ihn ein im März 2003 wieder eingestelltes Ermittlungsverfahren wegen Volksverhetzung und Verunglimpfung des Staates und seiner Symbole angestrengt. Gegenstand waren Veröffentlichungen, bei denen von einem  „judäo-globalistischen Völkermordprogramm der „multikulturellen Gesellschaft““ gesprochen wurde sowie davon, dass das „Deutsche Volk ... in seinem biologisch-ethnischen Bestand und seiner kulturellen Identität auf das schwerste bedroht“ sei.

## Anmelder und Redner auf rechtsextremen Kundgebungen
Ralf Ollert trat bei nahezu allen NPD-Kundgebungen der letzten Jahre in Nordbayern als Anmelder und Redner auf. Dabei arbeitet er eng mit den neonazistischen „Freien Kameradschaften“ zusammen. So hatte er beispielsweise die „Mahnwache“ in Herzogenaurach (Landkreis Erlangen-Höchstadt) am 19. Mai 2001 angemeldet, die von der später verbotenen Skinhead-Gruppierung „Fränkische Aktionsfront“ (F.A.F.) unterstützt wurde. Er beteiligt sich aktiv an Kundgebungen und Demonstrationen des neonazistischen Spektrums wie z. B an den alljährlichen Rudolf-Heß-Gedenkmärschen in Wunsiedel.